# Megaselia infumata
Megaselia infumata är en tvåvingeart som först beskrevs av Malloch 1912.  Megaselia infumata ingår i släktet Megaselia och familjen puckelflugor.
Artens utbredningsområde är Kalifornien. Inga underarter finns listade i Catalogue of Life.